# 中西正幸
中西 正幸（なかにし まさゆき、1944年 - 2025年）は、日本の神職、神道学者。國學院大學客員教授。神宮の祭祀や式年遷宮について研究。神道学博士。

## 来歴
三重県出身。1974年、國學院大學大学院文学研究科博士課程修了と共に神宮に奉職。権禰宜、神宮文庫主管、総務部広報課長等を歴任。1992年から國學院大學の教壇に立つ。2015年、同大客員教授。

## 著書
- 『伊勢の遷宮』　国書刊行会、1991年
- 『神宮式年遷宮の歴史と祭儀』　大明堂、1995年
- 『伊勢の海と神宮』（編著） 国書刊行会、1996年
- 『伊勢の宮人』　国書刊行会、1998年
- 『神宮祭祀の研究』　国書刊行会、2007年
- 『伊勢の式年遷宮─皇室における祖先祭祀の精神』　モラロジー研究所、2007年
- 『伊勢の御遷宮　神宮教養叢書　第十集』神宮司廰、2020年

### 共著
- 『プレステップ神道学』弘文堂、2011年5月。ISBN 9784335000799。